# Daniel Wiemer
Daniel Wiemer (ur. 4 lutego 1976 w Kolonii) – niemiecki aktor telewizyjny i filmowy, muzyk i wokalista formacji TheMannMannMannManns. 

## Wybrana filmografia

### Filmy fabularne
- 1996: Absprung (TV) jako Dieter
- 2010: Mein Song für Dich (TV) jako Marc O.
- 2010: Aus dem Stand (film krótkometrażowy) jako Mark Bender
- 2011: Hotel Lux jako Herbert Wehner
- 2011: Lasagne (film krótkometrażowy) jako Max
- 2011: Kein Sex ist auch keine Lösung jako Marc
- 2011: Der Sheriff (TV) jako Rüdiger Held
- 2013: Buddy jako Dieb
- 2017: Was ich von dir weiß (TV) jako Daniel Sager

### Seriale TV
- 1996: Verbotene Liebe (Zakazana miłość) jako Guido Verde
- 1997: Komando Małolat (SK-Babies)
- 1997–2005: Verbotene Liebe (Zakazana miłość) jako Dennis Krüger
- 2001: Lindenstraße
- 2002–2004: Axel! jako Bong
- 2006: Kobra – oddział specjalny - odc. Maksymalne ryzyko (Volles Risiko) jako Martin Seitz
- 2008: Górski lekarz (Der Bergdoktor) jako Simon
- 2008-2010: Lutter jako Sven Papke
- 2009: Pastewka jako Daniel Wiemer
- 2014: Koslowski & Haferkamp jako komisarz Stefan Pohl
- 2014: Kobra – oddział specjalny - odc. Zakładnik (Die Geisel) jako komisarz główny Schwarz
- 2017: Einstein jako dr Leinemann